# Karla Grmek
Karla Grmek (tudi Karla Ponikvar Grmek), slovenska učiteljica, narodna in prosvetna delavka ter publicistka, * 28. oktober 1864, Trst, † 6. oktober 1924, Trst.
Karla Grmek, poročena Ponikvar, je ljudsko šolo obiskovala v rojstnem kraju, učiteljiško pripravnico v Kobaridu ter 1880 vstopila v slovensko žensko učiteljišče v Gorici. Po končanem šolanju je v šolskem letu 1883/1884 poučevala na Skriljah v Vipavski dolini ter nato do leta 1892 v Trstu, ko se je poročila in po tedanjem učiteljskem zakonu morala opustiti učiteljevanje. S tem večjo vnemo pa se je zato posvetila družbenemu in prosvetnemu delu. Zelo rada je nastopala na gledališkem odru. Bila je med prvimi člani Stalnega dramatičnega društva, ki mu je predsedoval njen mož in tudi odigrala skoraj vse večje in pomembnejše vloge v glavnih ali najbolj priznanih delih, ki jih je to društvo uprizorilo. Pomembno pa je bilo tudi njeno delo v okviru ženske podružnice Družbe sv. Cirila in Metoda v Trstu. Ob ustanovitvi leta 1887 je bila med njenimi prvimi članicamil 1892 pa je postala podpredsednica podružnice in to funkcijo obdržala vse do leta 1914, ko se je tej časti odpovedala. Bila je tudi članica in v letih 1910−1918 predsednica Zavoda sv. Nikolaja v Trstu, ki je nudil zatočišče brezposelnim slovenskim služkinjam v Trstu. Kot publicistka je objavljala v časniku Edinost, s članki pa je sodelovala tudi v Slovenskem narodu. Tu je avgusta 1900 pod psevdonimom Marija Ana objavila kritiko knjige Zofke Kvedrove Misterij žene, ki je izšla leta 1900 v Pragi.